# Biarne
Biarne is een gemeente in het Franse departement Jura (regio Bourgogne-Franche-Comté) en telt 367 inwoners (2004). De plaats maakt deel uit van het arrondissement Dole.

## Geografie
De oppervlakte van Biarne bedraagt 6,2 km², de bevolkingsdichtheid is 59,2 inwoners per km².

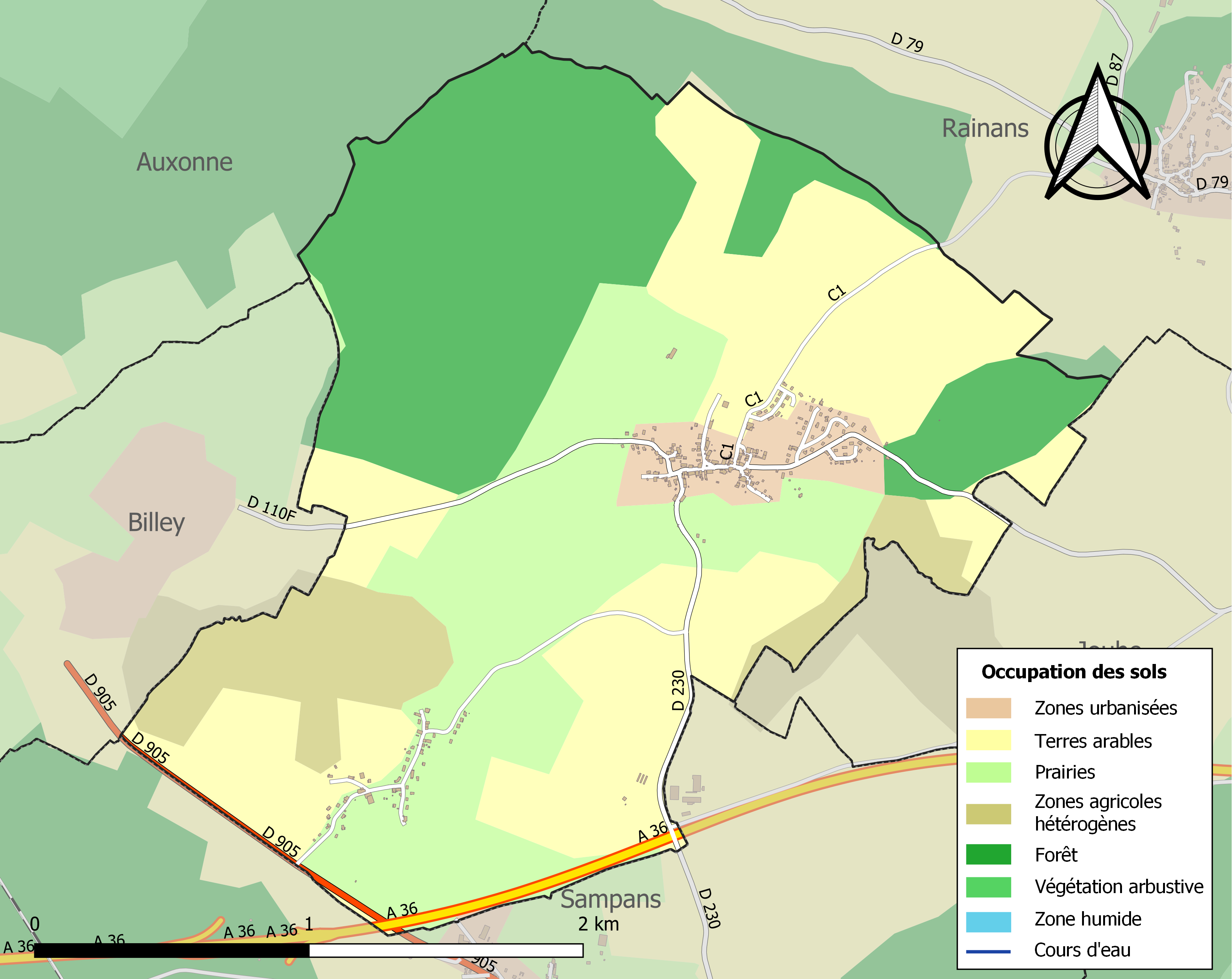
Kaart van de gemeente met de belangrijkste infrastructuur, bodemgebruik en omliggende gemeenten

## Demografie
Onderstaande figuur toont het verloop van het inwonertal (bron: INSEE-tellingen).